# جانيت سميث
جانيت سميث (بالإنجليزية: Janet Smith)‏ هي عداءة سريعة بريطانية، ولدت في 20 أكتوبر 1968.

## وصلات خارجية
- جانيت سميث على موقع الاتحاد الدولي لألعاب القوى (الإنجليزية)
- جانيت سميث على موقع أوليمبيديا (الإنجليزية)
- جانيت سميث على موقع اللجنة الأولمبية البريطانية (الإنجليزية)